# Maxime Santoni
Pour les articles homonymes, voir Santoni.
Pas d'image ? Cliquez ici

a Compétitions nationales et continentales officielles uniquement.

b Matchs officiels uniquement.
Dernière mise à jour le 18 mars 2025.
Maxime Santoni, né le 29 juillet 1984, est un joueur français de rugby à XV qui évolue au poste de deuxième ligne.

## Biographie
Maxime Santoni est formé au RC Toulon, avant de rejoindre le Castres olympique où il commence sa carrière professionnelle

## Palmarès
- Équipe de France - de 21 ans : 1 sélection en 2005 (Italie)